# Танака, Сидзуити
Сидзуити Танака (яп. 田中静壱 Танака Сидзуити, 1 октября 1887, префектура Хиого — 24 августа 1945, Токио, Япония) — японский генерал времён Второй мировой войны, военный губернатор Филиппин с 1942 по 1943 год.

## Биография
Сидзуити Танака был родом из села Иссай уезда Ибо префектуры Хиого (в настоящее время город Тацуно). В 1907 году закончил Рикугун сикан гакко, в 1916 — Рикугун дайгакко. Затем он отправился в Великобританию, где изучал английскую литературу в Оксфордском университете. Сидзуити Танака возглавлял японские войска на параде в Лондоне, посвящённом победе в Первой мировой войне.
С 1932 по 1934 годы Сидзуити Танака был командиром 2-го пехотного полка, затем некоторое время был военным атташе Японии в США. В 1934—1935 годах был начальником штаба 4-й дивизии.
После начала в 1937 году японо-китайской войны Сидзуити Танака был назначен командующим 5-й бригадой, принимал участие в сражении при Ухане. Потом на короткое время был отозван в Японию, возглавив кэмпэйтай в регионе Канто, а затем вновь вернулся в Китай, командуя в 1939—1940 годах 13-й дивизией. Потом Сидзуити Танака опять вернулся в Японию, занимал различные посты в Генеральном штабе, с октября по декабрь 1941 года командовал Восточной армией.
8 августа 1942 года был назначен генерал-губернатором на Филиппинах и возглавил 14-ю армию, в 1943 году ему было присвоено звание генерала. В начале 1944 года ему пришлось вернуться в Японию для лечения от малярии. В 1944—1945 годах Сидзуити Танака был членом Высшего военного совета, служил комендантом Рикугун сикан гакко. 9 марта 1945 года возглавил Восточный армейский район и 12-й фронт.
24 августа 1945 года Сидзуити совершил самоубийство в своём кабинете, выстрелив из пистолета себе в сердце.